# Tony Buckley
Daniel Anthony Buckley, detto Tony (Cork, 8 ottobre 1980), è un ex rugbista a 15 irlandese, pilone del Sale Sharks in English Premiership.

## Biografia
Proveniente da Cork, iniziò a giocare a livello di club a Kanturk a 15 anni; il debutto professionistico di Buckley fu nella franchise di Celtic League del Connacht con cui disputò il torneo del 2004-05; dopo una sola stagione passò al Munster, con il quale ebbe un primo biennio di impiego a singhiozzo a causa degli infortuni cui incorse; ciò comunque non gli impedì di laurearsi campione d'Europa nella sua prima stagione nel club.
Nel 2007 fu convocato per la prima volta in Nazionale irlandese, con la quale esordì a Santa Fe in un test match contro l'Argentina; successivamente fu incluso nella rosa della Coppa del Mondo di rugby 2007 in Francia.
Nel 2008, ancora, fu campione d'Europa con Munster, e l'anno seguente vinse il suo primo titolo celtico, bissato nel 2011, il suo ultimo anno in Irlanda.
Dopo la Coppa del Mondo di rugby 2011 in Nuova Zelanda si trasferì in Inghilterra ai Sale Sharks in Premiership.
A fine giugno 2014 ha annunciato il suo ritiro dall'attività professionistica per giocare solo come dilettante nel suo club originario, il Kanturk.

## Palmarès
- Celtic League: 2
Munster: 2008–09, 2010–11
- Heineken Cup: 2
Munster: 2005-06, 2007-08